# 手形山スキー場
秋田市営手形山スキー場（てがたやまスキーじょう）とは、秋田県秋田市の手形山公園内にあったスキー場である。東京高等師範教授永井道明が井口阿くりの要請で1910年12月にノルウェー式（二本杖）スキーを指導した東北の近代スキー発祥の地である。1926年2月に、第1回秋田県スキー大会が本会場にて行われた。1973年に太平山スキー場ができるまで、秋田市最大のスキー場として賑わいを見せており、1日最大5,000人の人出があった。秋田市スキー大会の主会場で、40メートル級の台があったとされ、旧制中学校対抗のジャンプ競技大会も開催された。
近隣の旭川小学校、広面小学校、秋田東中学校のスキー授業でも使用されていた。

## コース名
- 銀座スロープ[5]
- 小沢スロープ
- 新スロープ

水道山側のスキー場に至る坂は七曲台と呼ばれていた。

## 設備
- ロープトゥ （のちに太平山に移設された）
- ヒュッテ -　1953年完成、建坪十五坪 休憩室、畳敷室、炉事室[7]

## 他の秋田市でスキーが行われていた場所
- 千秋公園
- 金照寺山大平
- 将軍野遊園地　(高清水スキー場)
- 金子山 (土崎琴平第二街区公園)
- 飯岡山スキー場 (飯島)
- 大森山スキー場
- 上新城スキー場
- 下新城スキー場
- 上北手スキー場 [8]
- 八橋運動公園
- 濁川
- 太平
- 外旭川スキー場
- 金足東
- 下浜八田
- 河辺
- 大張野スキー場
- 雄和長者山
- 雄和大正寺
- 雄和金山沢

## 近隣周辺

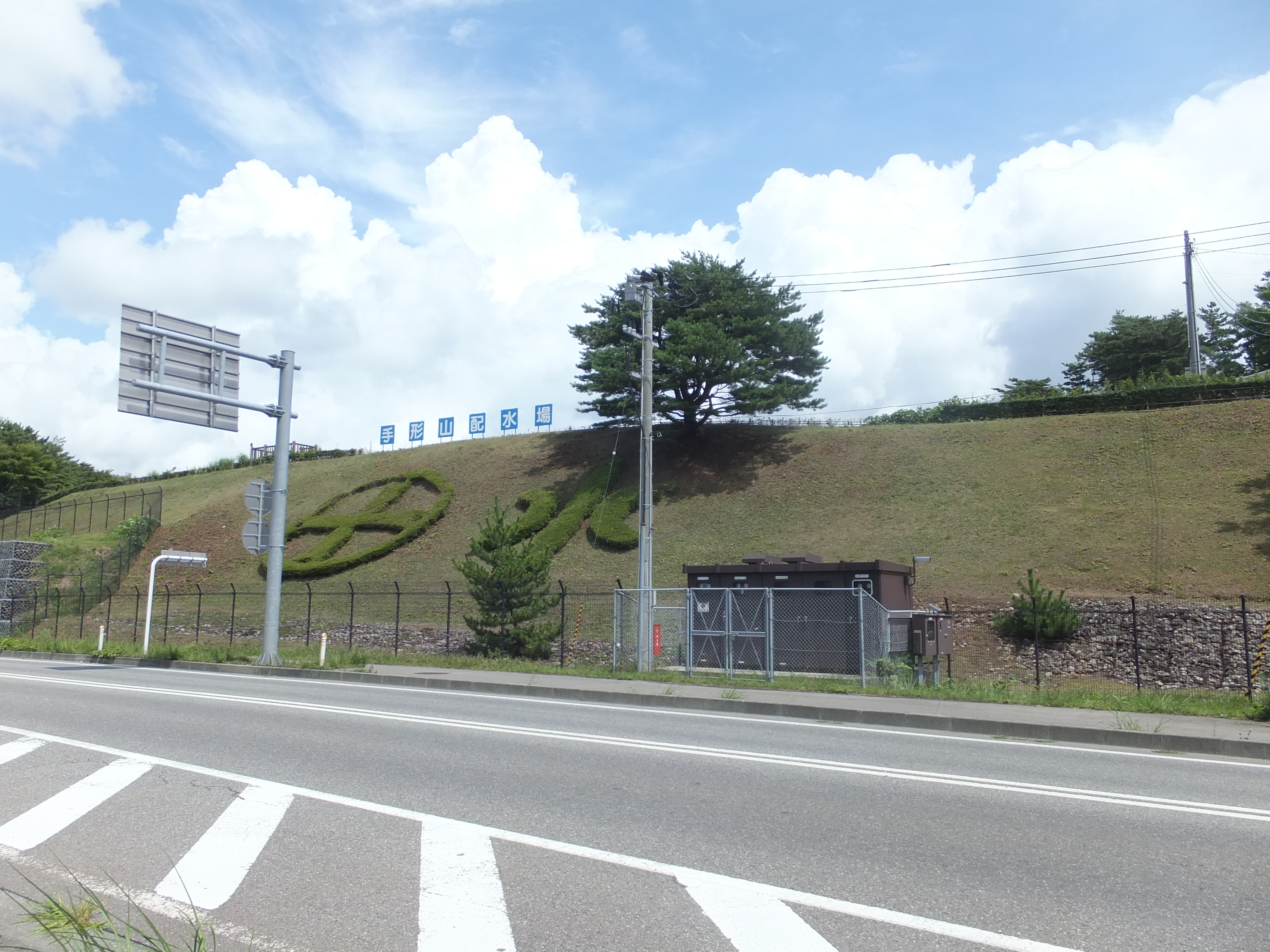
手形山配水場

- 手形山配水場
- 手形山大橋
- 手形山5町内
- 秋田高校
- 秋田大学野球場